# 三好俊夫
三好 俊夫（みよし としお、1921年10月22日 - 2000年6月29日）は松下電工代表取締役名誉会長、日経連副会長、日中経済貿易センター会長。愛媛県松山市出身。

## 経歴
1946年に神戸経済大学経済学部（現神戸大学経済学部）を卒業と同時に松山経専（現松山大学）の教授となる。1950年に松下電工に入社。1977年に取締役に就任。その後、1981年に常務取締役、1982年に専務取締役、1987年2月に代表取締役副社長を経て、1988年2月に代表取締役社長に就任。グローバル経営を推進し、丹羽正治に次いで同社を1兆円企業に育て上げた。その後、1993年に関西経営者協会会長を6年間務め、1994年2月に代表取締役会長に退く、1997年4月28日に亡くなった藤井貞夫相談役の葬儀・告別式の委員長を務めた。
2000年に代表取締役名誉会長に退いたのち、同年6月29日午前5時13分に肺炎により死去。

## 受賞歴
- 1996年　-　勲二等旭日重光章
- 1997年　-　蘇州市名誉市民